# Georg 1. af Storbritannien
Georg 1. (Georg Ludvig; engelsk: George Louis; tysk: Georg Ludwig) (28. maj 1660 – 11. juni 1727) var kurfyrste af Hannover fra 1698 til 1727 og konge af Storbritannien og Irland fra 1714 til 1727. Han var den første britiske konge af Huset Hannover.
George 1. blev født i Hannover og var søn af Jakob 1. af Englands datterdatter og den første af slægten Hannover, der blev monark i Storbritannien og Irland. Der var en del modstand mod at få den tyske fyrstefamilie på tronen, da man havde udset sig en anden afløser, Jacob 2.s søn James Edward, men denne fastholdt sin katolske tro, og så foretrak man alligevel Georg Ludvig.
Han talte ikke engelsk og overlod det meste af magten til regeringen. Herved styrkedes premierminister og parlamentet.

## Biografi

### Fødsel og familie
Georg Ludvig blev født den 28. maj 1660 på Leineslottet i Hannover, der dengang var residensby i Fyrstendømmet Calenberg, et delfyrstendømme under Hertugdømmet Braunschweig-Lüneburg i det Tysk-romerske rige. Han tilhørte den tyske fyrsteslægt Welf og var den ældste søn af prins Ernst August af Braunschweig-Calenberg i hans ægteskab med Sophie af Pfalz. Hans far var den yngste af fire brødre og dermed uden den store udsigt til at arve sin fars fyrstendømme. Hans mor var datter af Kurfyrst Frederik 5. af Pfalz og den engelske prinsesse Elizabeth Stuart, der selv var datter af kong Jakob 6. af Skotland og 1. af England fra Huset Stuart. For at kombinere traditionerne for navngivning i Huset Welf og Huset Pfalz fik den nyfødte dobbeltnavnet Georg Ludvig.

### Opvækst og vejen til arvefølgen
Under sine første år var han eneste arving til faderens og de tre barnløse onklers tyske territorier. I 1661 blev Georgs bror, Frederik August, født. De to drenge (som i familien blev kaldt Görgen og Gustchen) voksede op sammen. Moderen var fraværende i næsten et år fra 1664 til 1665, under en rekonvalescensrejse i Italien, men hun korresponderede med sine sønners guvernante og engagerede sig i deres opdragelse, noget som hun gjorde endnu mere, da hun kom hjem. Efter hun kom hjem, fik hun yderligere fire sønner og en datter. I sine breve beskriver Sophie Georg som et ansvarsfuldt og pligtopfyldende barn, og som et forbillede for sine yngre søskende.
I 1661 fik Ernst August overdraget embede som fyrstbiskop af Osnabrück. Familien residerede derefter først på Schloss Iburg, og fra 1673 i det nyopførte Schloss Osnabrück. I 1675 døde Georgs ældste farbror uden afkom, men de andre farbrødre havde giftet sig, og hvis de fik sønner skulle disse arve i stedet for Georg. Eftersom han dermed havde en usikker fremtid for sig, lærte Georgs far ham jagt og ridning, gav ham militære kundskaber og lod den femtenårige Georg følge med felttoget i den fransk-hollandske krig fra 1672 til 1678, så sønnen kunne trænes og prøves i strid.
I 1679 døde pludselig endnu en af farbrødrene uden sønner, og Ernst August blev hertug af Calenberg-Göttingen, med sin residens i byen Hannover. Georgs sidste farbror, Georg Vilhelm af Celle, havde giftet sig med sin elskerinde for at gøre sin eneste datter, Sophie Dorothea, legitim, men kom ikke til at få flere børn. Efter den saliske lov, hvorefter land kun kunne arves i mandslinje, virkede arven sikker for Georg og hans brødre. I 1682 bestemte familien sig herudover for at indføre primogenitursprincippet, som indebar at Georg skulle arve hele arven, således at arven ikke skulle deles mellem brødrene. For yderligere at samle arven giftede han sig den 21. november 1682 med sin kusine Sophie Dorothea af Celle. De fik sønnen Georg August (den senere Kong Georg 2. af Storbritannien), og datteren Sophie Dorothea, der senere blev gift med Kong Frederik Vilhelm 1. af Preussen.

### Kurfyrste af Hannover
Ved faderens død den 23. januar 1698 arvede han værdigheden som kurfyrste af Hertugdømmet Braunschweig-Lüneburg (også kaldet "Kurfyrstendømmet Hannover" eller "Kurhannover"). Som regerende kurfyrste var Georg Ludvig præget af en tilbageholdende livsstil og undgik i strid med den barokke tidsånd bevidst pomp og pragt og luksusrejser. Den sparsommelige kurfyrste lagde vægt på en stram budgetstyring og begyndte sin regeringstid med drastiske besparelser, hvormed grundlaget blev skabt for en økonomisk konsolidering af staten Hannover, men som også medførte, at han nogle gange blev opfattet som nærig.

### Vejen til den britiske trone
I 1701 vedtog det engelske parlament en tronfølgelov (Act of Settlement) som forbød katolikker at bestige Englands trone. Bestemmelsen var umiddelbart motiveret af ønsket om at udelukke katolske tronprætendenter, der tilhørte det engelske og skotske fyrstehus, Huset Stuart.
Ordningen fastlagde først og fremmest, hvem der skulle arve tronen, hvis den regerende konge Vilhelm 3. af England døde uden arvinger, og hvis heller ikke Anne Stuart – Vilhelms svigerinde, som stod i tur for at arve tronen efter ham – efterlod sig arvinger. Hvis både Vilhelm og Anne således døde barnløse, skulle kronen dermed overgå til Jakob 1.'s datterdatter kurfyrstinde Sophie af Hannover, Georgs mor, og derefter hendes efterkommere af protestantisk tro. Der var en del modstand mod at få den tyske fyrstefamilie på tronen, da man havde udset sig en anden afløser, Kong Jacob 2.'s søn James Edward Stuart, men denne fastholdt sin katolske tro, og så foretrak man alligevel Georg Ludvig.

### Regeringstid som britisk konge
Georg Ludvig blev konge af Storbritannien og Irland ved dronning Annes død i 1714 som den første konge af Huset Hannover under navnet Georg 1. 
I 1715 afviste Georg 1. et invasionsforsøg fra den landflygtige tronprætendent, Jakob Edvard Stuart, kaldet the Old Pretender. Da Kong Georg mistænkte tory-partiet for at sympatisere med slægten Stuarts arveret, allierede han sig med whig-partiet, som kom til at dominere britisk politik frem til 1761.
Georg lærte sig aldrig engelsk, og han udeblev ofte fra regeringsmøder. I kombination med, at han regelmæssigt opholdt sig i sit kurfyrstedømme Hannover, førte det til en svækkelse af kongemagten i Storbritannien og en udvikling mod konstitutionelt monarki. I sit hjemland Hannover var Georg til gengæld stadig enevældig monark og kunne i højere grad selv bestemme retningen. I 1719 erobrede Hannover den i Nordtyskland beliggende svenske provins Bremen-Verden. 
Kong Georg 1. døde 67 år gammel den 22. juni 1727 i Osnabrück under et ophold i Hannover.

## Eksterne links
- Wikimedia Commons har flere filer relateret til Georg 1. af Storbritannien
- Georg I. på hjemmesiden Die Welfen (tysk)
- Litteratur af og om Georg 1. i det tyske nationalbiblioteks katalog

| Georg 1.Huset HannoverSidelinje af Huset WelfFødt: 28. maj 1660 Død: 11. juni 1727 |                                              |                         |
| Titler som regent                                                                  |                                              |                         |
| Foregående: Anne                                                                   | Konge af Storbritannien 1714–1727            | Efterfølgende: Georg 2. |
| Foregående: Anne                                                                   | Konge af Irland 1714–1727                    | Efterfølgende: Georg 2. |
| Foregående: Ernst August                                                           | Kurfyrste af Braunschweig-Lüneburg 1698–1760 | Efterfølgende: Georg 2. |